# Asian Club Championship 1969
Asian Club Championship 1969 là phiên bản thứ hai của giải bóng đá câu lạc bộ thường niên châu Á được tổ chức bởi Liên đoàn bóng đá châu Á. Mười đội vô địch giải quốc nội của mười quốc gia tham dự giải đấu. Giải đấu được tổ chức tại Băng Cốc, Thái Lan và mười đội bóng được chia thành hai bảng, mỗi bảng năm đội. Đội nhất và nhì mỗi bảng lọt vào vòng bán kết.
Maccabi Tel Aviv (ISR) đánh bại Yangzee (KOR) và trở thành câu lạc bộ Israel thứ hai vô địch giải đấu.

## Vòng bảng

### Bảng A
| VT | Đội              | ST | T | H | B | BT | BB | HS  | Đ | Giành quyền tham dự |
| -- | ---------------- | -- | - | - | - | -- | -- | --- | - | ------------------- |
| 1  | Yangzee FC       | 4  | 4 | 0 | 0 | 17 | 1  | +16 | 8 | Vòng loại trực tiếp |
| 2  | Mysore State     | 4  | 2 | 1 | 1 | 5  | 8  | −3  | 5 | Vòng loại trực tiếp |
| 3  | Bangkok Bank FC  | 4  | 1 | 2 | 1 | 6  | 3  | +3  | 4 |                     |
| 4  | Cảnh sát Sài Gòn | 4  | 1 | 1 | 2 | 10 | 7  | +3  | 3 |                     |
| 5  | Manila Lions     | 4  | 0 | 0 | 4 | 1  | 20 | −19 | 0 |                     |

| ngày 15 tháng 1 năm 1969 | Bangkok Bank FC  | 1–1 | Cảnh sát Sài Gòn |
| ngày 15 tháng 1 năm 1969 | Yangzee FC       | 5–0 | Mysore State     |
| ngày 17 tháng 1 năm 1969 | Cảnh sát Sài Gòn | 7–0 | Manila Lions     |
| ngày 19 tháng 1 năm 1969 | Mysore State     | 1–1 | Bangkok Bank FC  |
| ngày 20 tháng 1 năm 1969 | Yangzee FC       | 7–0 | Manila Lions     |
| ngày 21 tháng 1 năm 1969 | Mysore State     | 2–1 | Cảnh sát Sài Gòn |
| ngày 22 tháng 1 năm 1969 | Yangzee FC       | 1–0 | Bangkok Bank FC  |
| ngày 23 tháng 1 năm 1969 | Mysore State     | 2–1 | Manila Lions     |
| ngày 24 tháng 1 năm 1969 | Yangzee FC       | 4–1 | Cảnh sát Sài Gòn |
| ngày 26 tháng 1 năm 1969 | Bangkok Bank FC  | 4–0 | Manila Lions     |

### Bảng B
| VT | Đội               | ST | T | H | B | BT | BB | HS  | Đ | Giành quyền tham dự |
| -- | ----------------- | -- | - | - | - | -- | -- | --- | - | ------------------- |
| 1  | Maccabi Tel Aviv  | 4  | 2 | 2 | 0 | 9  | 3  | +6  | 6 | Vòng loại trực tiếp |
| 2  | Toyo Kogyo        | 4  | 3 | 0 | 1 | 6  | 3  | +3  | 6 | Vòng loại trực tiếp |
| 3  | Persepolis        | 4  | 2 | 1 | 1 | 8  | 3  | +5  | 5 |                     |
| 4  | Perak FA          | 4  | 1 | 1 | 2 | 9  | 9  | 0   | 3 |                     |
| 5  | Kowloon Motor Bus | 4  | 0 | 0 | 4 | 2  | 16 | −14 | 0 |                     |

| ngày 15 tháng 1 năm 1969 | Maccabi Tel Aviv | 3–2 | Toyo Kogyo        |
| ngày 16 tháng 1 năm 1969 | Perak FA         | 6–2 | Kowloon Motor Bus |
| ngày 17 tháng 1 năm 1969 | Toyo Kogyo       | 1–0 | Persepolis        |
| ngày 19 tháng 1 năm 1969 | Maccabi Tel Aviv | 5–0 | Kowloon Motor Bus |
| ngày 20 tháng 1 năm 1969 | Persepolis       | 4–2 | Perak FA          |
| ngày 21 tháng 1 năm 1969 | Toyo Kogyo       | 1–0 | Kowloon Motor Bus |
| ngày 22 tháng 1 năm 1969 | Maccabi Tel Aviv | 1–1 | Perak FA          |
| ngày 23 tháng 1 năm 1969 | Persepolis       | 4–0 | Kowloon Motor Bus |
| ngày 24 tháng 1 năm 1969 | Toyo Kogyo       | 2–0 | Perak FA          |
| ngày 26 tháng 1 năm 1969 | Maccabi Tel Aviv | 0–0 | Persepolis        |

## Vòng loại trực tiếp

### Bán kết
| Maccabi Tel Aviv | 6–1 | Mysore State |
| ---------------- | --- | ------------ |
|                  |     |              |

| Yangzee FC | 2–0 | Toyo Kogyo |
| ---------- | --- | ---------- |
|            |     |            |

### Tranh hạng ba
| Toyo Kogyo | 2–0 | Mysore State |
| ---------- | --- | ------------ |
|            |     |              |

### Chung kết
| Maccabi Tel Aviv  | 1–0 | Yangzee FC |
| ----------------- | --- | ---------- |
| Dror Bar-Nur 112' |     |            |